# Wojciech Wysocki (judoka)
Wojciech Wysocki (ur. 3 kwietnia 1979) – polski judoka i trener judo. 

## Kariera sportowa
Były zawodnik klubów: GKS Czarni Bytom (1994-2009), UKS Feniks Bytom (2012-2014). Wicemistrz Polski seniorów 1999 oraz brązowy medalista mistrzostw Polski seniorów 2000 w kat. do 60 kg. Mistrz Polski juniorów 1998 w tej kategorii. Uczestnik mistrzostw Europy seniorów 1999. Prezes i trener UKS Feniks Bytom.